# Sericini
I Sericini (Kirby, 1837) sono una tribù di coleotteri appartenente alla famiglia degli Scarabeidi, e l'unica tribù della sottofamiglia Sericinae.

## Descrizione

### Adulto

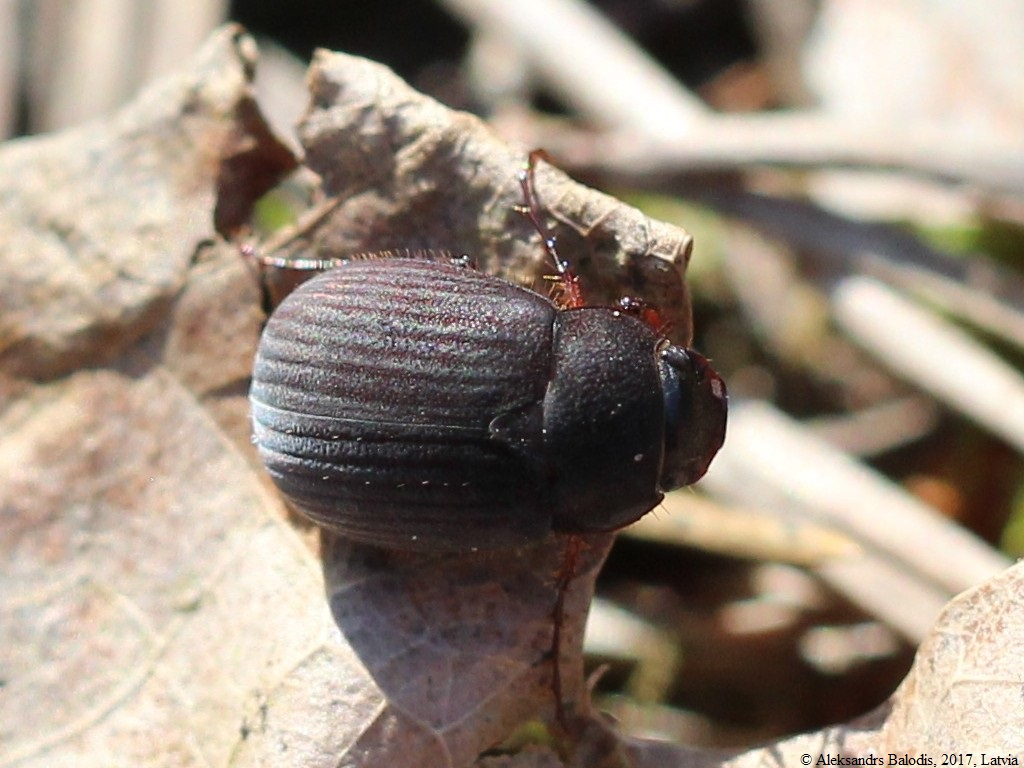
Maladera holosericea

Solitamente si presentano come insetti di piccole dimensioni, spesso sotto i 10 mm di lunghezza. Presentano un corpo tozzo e più o meno ovale e robusto, la cui colorazione varia a seconda della specie. La maggior parte delle specie presenta dei solchi longitudinali sulle elitre.

### Larva
Le larve hanno l'aspetto di vermi bianchi dalla forma a "C", con la testa e le tre paia di zampe sclerificate. Lungo i fianchi presentano una fila di forellini chitinosi, impiegati per respirare.

## Biologia
Generalmente gli adulti sono visibili a partire dalla primavera e le loro abitudini variano a seconda della specie presa in esame: alcune specie, come Maladera holosericea volano al crepuscolo, mentre altre, ad esempio Omaloplia ruricola, sono di abitudini diurne. Si possono trovare su graminacee e sui terreni secchi e calcarei.

## Distribuzione
I Sericini sono diffusi nella regione paleartica.

## Tassonomia
In Italia sono presenti le seguenti specie:
- Sottotribù: Sericina
  - Genere:Hymenoplia (Eschscholtz, 1830)
    - Hymenoplia sicula (Blanchard, 1850)

  - Genere:Maladera (Mulsant & Rey, 1871)
    - Maladera holosericea (Scopoli, 1771)

  - Genere:Omaloplia (Schonherr, 1817)
    - Omaloplia lonae (Schatzmayr, 1923)
    - Omaloplia ruricola ruricola (Fabricius, 1775)
    - Omaloplia ruricola nicolasi (Baraud, 1965)

  - Genere:Paratriodonta (Baraud, 1962)
    - Paratriodonta cinctipennis (Lucas, 1846)
    - Paratriodonta romana (Brenske, 1890)

  - Genere:Serica (Macleay, 1819)
    - Serica brunnea (Linnaeus, 1758)

  - Genere:Triodontella (Reitter, 1819
    - Triodontella alni (Blanchard, 1850)
    - Triodontella bucculenta (Baraud, 1962)
    - Triodontella mimula (Leo & Fancello, 2007)
    - Triodontella nitidula (Rossi, 1790)
    - Triodontella raymondi (Perris, 1890)
    - Triodontella sardoa (Baraud, 1962)